# Тракийски равнец
Тракийският равнец (Achillea thracica) е вид растение от семейство Сложноцветни (Asteraceae).
Ендемит е за България и е недостатъчно проучен вид.
Таксонът е описан за пръв път от Йозеф Веленовски през 1891 година.